# Лейтем, Джон
Джон Ле́йтем (также Ле́йдем англ. John Latham; 27 июня 1740 — 4 февраля 1837) — британский врач, орнитолог, натуралист и автор.

## Жизнь и деятельность
Лейтема называли «дедушкой австралийской орнитологии». Он изучал австралийских птиц, которых в последнюю четверть XVIII столетия привозили в Англию, и присваивал им научное название. Среди них были эму (Dromaius novaehollandiae), большой белохохлый какаду (Cacatua alba), австралийский клинохвостый орёл (Aquila audax), большая птица-лира (Menura novaehollandiae) и ворона-свистун (Gymnorhina tibicen). Им впервые описан также гиацинтовый ара (Anodorhynchus hyacinthinus). Как врач Лейтем практиковал в Дартфорде в английском графстве Кент, где препарировал провансальскую славку (Sylvia undata). В 1796 году ушёл в отставку и обосновался в Хэмпшире. Его главными работами были A general synopsis of birds (1781—1801) и A general history of birds (1821—1828).
A general synopsis of birds — первая орнитологическая работа Лейтема, она содержала 106 иллюстраций автора. В книге было описано много новых видов, обнаруженных им в различных музеях и коллекциях. Также как Леклерк де Бюффон (1707—1788), он не придавал значения номенклатуре этих видов. Позже, тем не менее, Лейтем заметил, что только биноминальная номенклатура, которую использовал Карл Линней (1707—1778), принесла бы ему необходимое уважение и признание. В 1790 году он опубликовал Index ornithologicus, в которой присвоил биноминальное название каждому описанному им виду птиц. Но, к его сожалению, Иоганн Фридрих Гмелин (1748—1804) был оперативнее и присвоил в своей собственной версии Linnés Systema Naturæ этим видам научные названия.
Лейтем был избран в 1775 году в Лондонское королевское общество, а также выступил соучредителем Лондонского Линнеевского общества. В 1812 году его избрали иностранным членом Шведской королевской академии наук.

## Труды
- A general synopsis of birds, with a suppl. White, Leigh & Sothebys, London 1781—1802.
- Index ornithologicus sive Systema ornithologiæ. London, Paris 1790—1809.
- Allgemeine Übersicht der Vögel. Weigel, Nürnberg 1793.
- Faunula Indica id est Catalogus animalium Indiae orientalis. Gebauer, Halle 1795.
- A general history of birds. Jacob & Johnson, Winchester 1821—28.